# Fontaine-lès-Croisilles
Fontaine-lès-Croisilles és un municipi francès situat al departament del Pas de Calais i a la regió dels Alts de França. L'any 2007 tenia 285 habitants.

## Demografia

### Població
El 2007 la població de fet de Fontaine-lès-Croisilles era de 285 persones. Hi havia 93 famílies de les quals 16 eren unipersonals (12 homes vivint sols i 4 dones vivint soles), 28 parelles sense fills i 49 parelles amb fills.
La població ha evolucionat segons el següent gràfic:
Habitants censats

### Habitatges
El 2007 hi havia 107 habitatges, 101 eren l'habitatge principal de la família, 5 eren segones residències i 1 estava desocupat. Tots els 107 habitatges eren cases. Dels 101 habitatges principals, 88 estaven ocupats pels seus propietaris i 13 estaven llogats i ocupats pels llogaters; 4 tenien dues cambres, 10 en tenien tres, 18 en tenien quatre i 69 en tenien cinc o més. 95 habitatges disposaven pel capbaix d'una plaça de pàrquing. A 41 habitatges hi havia un automòbil i a 53 n'hi havia dos o més.

### Piràmide de població
La piràmide de població per edats i sexe el 2009 era:
| Homes | Edats   | Dones |
| ----- | ------- | ----- |
| 0     | 95 o +  | 0     |
| 0     | 90 a 94 | 0     |
| 0     | 85 a 89 | 0     |
| 0     | 80 a 84 | 0     |
| 4     | 75 a 79 | 4     |
| 8     | 70 a 74 | 8     |
| 4     | 65 a 69 | 8     |
| 4     | 60 a 64 | 4     |
| 0     | 55 a 59 | 4     |
| 8     | 50 a 54 | 0     |
| 12    | 45 a 49 | 16    |
| 12    | 40 a 44 | 12    |
| 12    | 35 a 39 | 16    |
| 16    | 30 a 34 | 4     |
| 0     | 25 a 29 | 4     |
| 8     | 20 a 24 | 4     |
| 8     | 15 a 19 | 12    |
| 24    | 10 a 14 | 24    |
| 4     | 5 a 9   | 4     |
| 8     | 0 a 4   | 8     |

## Economia
El 2007 la població en edat de treballar era de 179 persones, 141 eren actives i 38 eren inactives. De les 141 persones actives 135 estaven ocupades (73 homes i 62 dones) i 6 estaven aturades (3 homes i 3 dones). De les 38 persones inactives 12 estaven jubilades, 13 estaven estudiant i 13 estaven classificades com a «altres inactius».

### Ingressos
El 2009 a Fontaine-lès-Croisilles hi havia 100 unitats fiscals que integraven 286 persones, la mediana anual d'ingressos fiscals per persona era de 17.933,5 €.

### Activitats econòmiques
Dels 6 establiments que hi havia el 2007, 1 era d'una empresa de comerç i reparació d'automòbils, 3 d'empreses de transport i 2 d'empreses de serveis.
L'any 2000 a Fontaine-lès-Croisilles hi havia 10 explotacions agrícoles que ocupaven un total de 648 hectàrees.

## Equipaments sanitaris i escolars
El 2009 hi havia una escola elemental integrada dins d'un grup escolar amb les comunes properes formant una escola dispersa.

## Poblacions més properes
El següent diagrama mostra les poblacions més properes.